# Храм на Фавн
Храмът на Фавн или Фаун (aedes Fauni) е храм, осветен за бог Фавн (Фаун) на остров Изола Тиберина в река Тибър в Рим.
Построен е от плебейските едили Гней Домиций Ахенобарб и Гай Скрибоний Курион през
196 пр.н.е.
Храмът е осветен след две години на 13 февруари 194 пр.н.е. от Домиций, когато е претор urbanus, на Идите през февруари, два дена преди започването на Луперкалиите, главният празник на бога.